# DM i cykelcross 1999
Danmarksmesterskaberne i cykelcross 1999 var den 30. udgave af DM i cykelcross. Mesterskabet fandt sted 10. januar 1999 på en rundstrækning i og ved Riis Skov i Aarhus-bydelen Risskov.
Efter at Henrik Djernis havde vundet DM siden 1985, 14 år i træk, måtte han i 1999 nøjes med bronzemedaljen, da han under løbet fik en defekt på cyklen. 24-årige Jesper Agergaard vandt sit første senior-DM, efter han i tidligere år havde vundet sølv og bronze.

## Resultater
| Event        | Guld             | Sølv          | Bronze         |
| ------------ | ---------------- | ------------- | -------------- |
| Herrer       |                  |               |                |
| Herrer elite | Jesper Agergaard | Thomas Bonne  | Henrik Djernis |
| Herrejunior  | Kim Pedersen     | Tommy Nielsen | Michael Mølbæk |